# 华沙条约组织
華沙公約組織（俄语：Организация Варшавского Договора），简称华约组织或华约，正式名称为《友好合作互助条约组织》（TFCMA），是苏联与中东欧七个社会主义国家于1955年5月在波兰华沙签署的集体安全条约所建立的军事联盟。“华沙条约”一词通常指条约本身及其军事联盟，即华沙条约组织。华沙条约组织是东方集团国家经济组织经济互助委员会的军事补充。
在苏联的领导下，华沙条约组织作为军事联盟制衡北大西洋公约组织（NATO）和西方集团而建立。两个组织之间没有发生直接的军事对抗；东西方阵营的冲突在意识形态的基础上通过代理人战争进行。北约和华沙条约组织都积极扩大军事力量，并将结盟的国家纳入各自的集团。华沙条约组织最大的军事行动是1968年8月华沙条约组织入侵其成员国之一捷克斯洛伐克。除阿尔巴尼亚和罗马尼亚外，所有成员国都参与了入侵，入侵导致阿尔巴尼亚退出华约。随着1989年革命在东方集团的发展，华约开始瓦解，首先是波兰的團結工聯运动，以及1989年波蘭議會選舉的成功和1989年8月的泛欧野餐。
1990年兩德統一后，东德退出了华约组织。1991年2月25日，在匈牙利举行的一次会议上，剩余六个成员国的国防部长和外交部长发表联合声明，华约将不复存在。1991年12月苏联解体，大多数后苏联国家不久后成立了集体安全条约组织。在接下来的20年里，一些华沙条约组织前成员国都加入了北约（东德通过与西德统一加入北约；捷克共和国和斯洛伐克共和国作为两个独立国家分别加入北约），波罗的海国家也加入了北约。

## 历史

### 开端

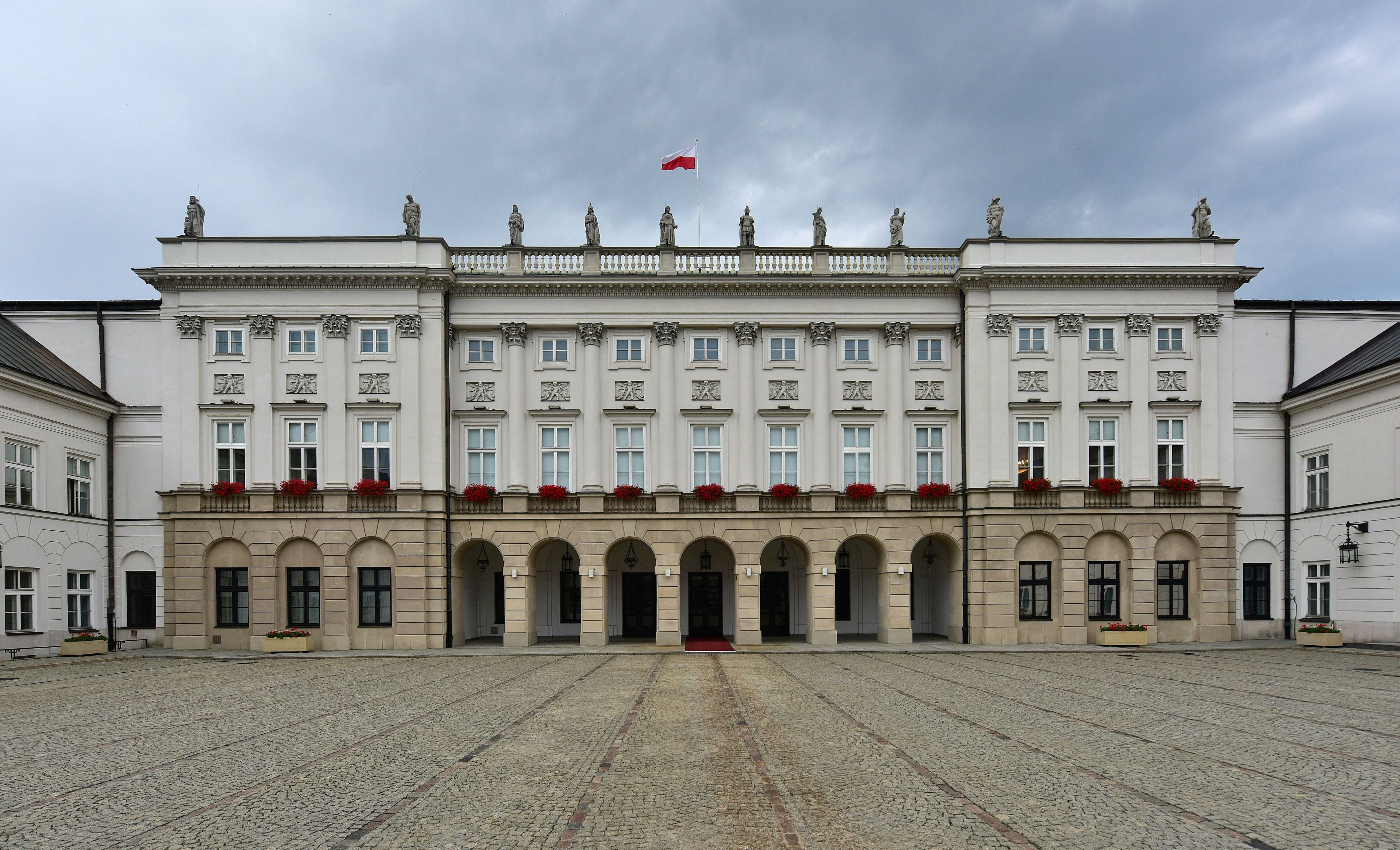
波兰华沙总统府，1955年5月14日华沙条约组织在此成立

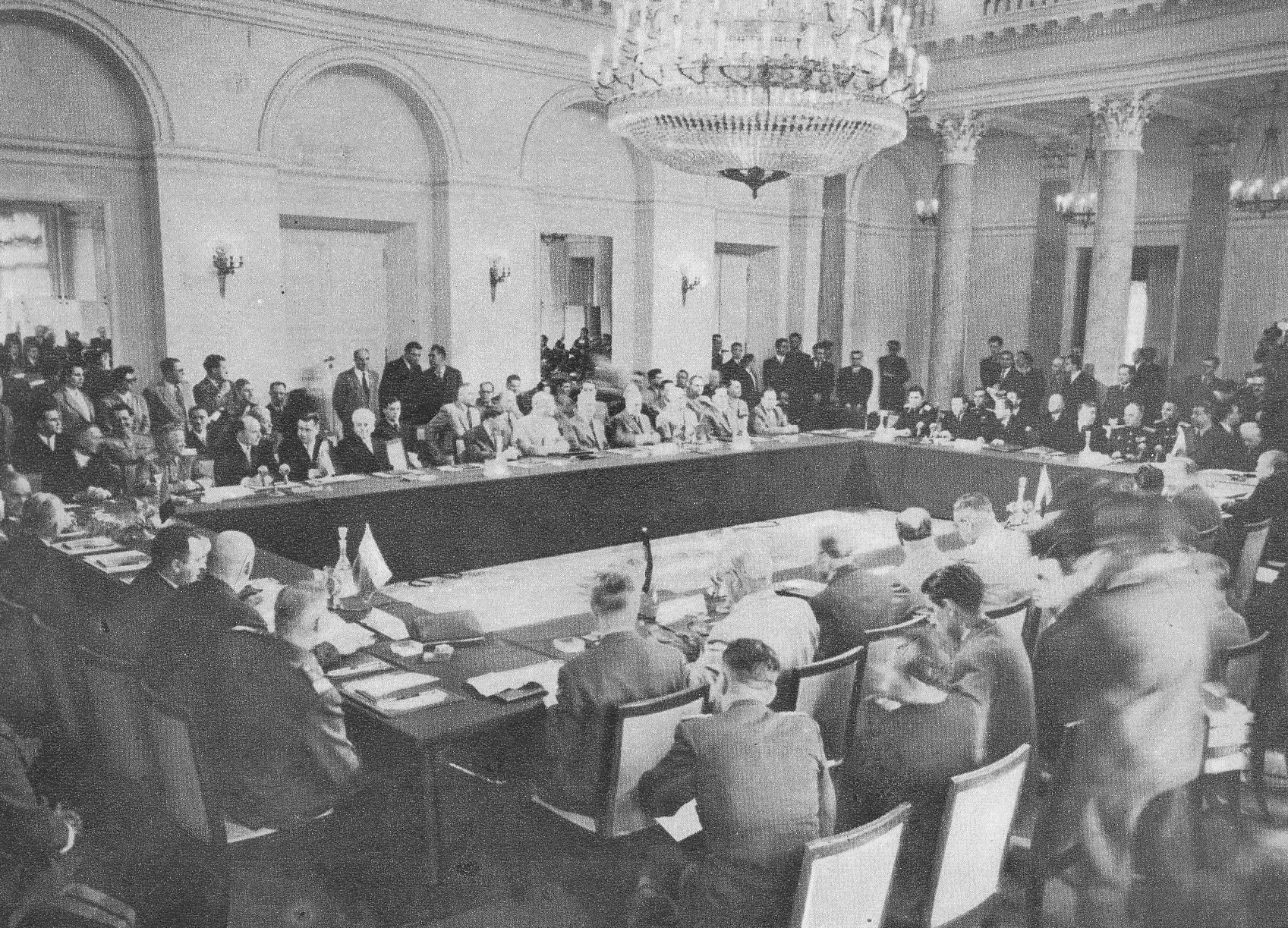
制定和签署《公约》的会议

在华沙条约组织成立之前，捷克斯洛伐克领导人担心西德重新军事化，试图与东德和波兰签订安全条约，而且强烈抗议西德的重新军事化。华沙条约组织是西德重新武装的结果。苏联和许多欧洲领导人一样，担心德国再次成为军事强国和直接威胁。德国军国主义的后果仍然是苏联和东欧的新鲜记忆。由于到1955年，苏联已经对东欧卫星国拥有控制权和驻军，该协议长期以来一直被认为是“多余的”，由于其构思仓促，北约官员将其称为“纸板城堡”。

由于苏阿决裂，阿尔巴尼亚于1961年停止支持华沙条约组织，并于1968年正式退出

1954年，苏联担心德国军国主义在西德死灰复燃，曾建议加入北约，但遭到美国的拒绝。
1954年柏林会议时，苏联提出加入北约。苏联外交部长维亚切斯拉夫·莫洛托夫提议在盟国管制理事会退出和德国保持中立的条件下，让德国统一并选举出德国政府，但均被外交部长约翰·福斯特·杜勒斯（美国）、安東尼·艾登（英国）和乔治·皮杜尔（法国）拒绝。1952年3月20日，在英国、法国和美国坚持认为统一的德国不应该是中立的，应该自由加入欧洲防务共同体（EDC）并重新武装之后，关于德国统一问题的谈判结束了。詹姆斯·邓恩（美国）在巴黎会见了艾登、康拉德·阿登纳（西德）和罗伯特·舒曼（法国），他申明“目标应该是避免与苏联讨论，并向欧洲防务共同体施压”。据约翰·加迪斯称，“西方各国几乎没有兴趣探索苏联的这一提议”，而历史学家罗尔夫·施泰因格则断言，“中立化意味着苏维埃化”的信念，指的是苏联对芬兰的政策，即芬兰化，是拒绝苏联提议的主要因素。阿登纳还担心德国统一可能会导致基民盟在西德联邦议院的领导地位。
莫洛托夫担心欧洲民主同盟将来会针对苏联，并“试图防止形成针对其它欧洲国家的欧洲国家集团”，提出了一项“向所有欧洲国家开放，不考虑其社会制度”的欧洲集体安全总条约，该条约将包括统一的德国（从而淘汰欧洲民主同盟）。
一个月后，拟议的《欧洲条约》不仅被欧洲防务共同体的支持者拒绝，也被反对者（如法国戴高乐主义领袖加斯东·帕莱夫斯基）拒绝，他们认为该条约“目前的形式是不可接受的，因为它将美国排除在欧洲集体安全体系之外”。苏联随后决定向美国、英国和法国政府提出新的建议，接受美国参与拟议的《欧洲总协定》。由于反对苏联提议的另一个论点是，西方列强认为该提议“针对北大西洋公约及其清算”，苏联决定宣布他们“准备与其他利益相关方共同审查苏联参与北大西洋集团的问题”，并规定“美国加入《欧洲总协定》不应以三个西方大国同意苏联加入北大西洋公约为条件”。不久之后，苏联的所有提议，包括加入北约的请求，都被英国、美国和法国拒绝。英国将军黑斯廷斯·伊斯梅是北约扩张的坚定支持者，他反对苏联1954年提出的加入北约的请求，称“苏联加入北约的要求就像一个要求加入警察部队的顽固不化的窃贼”。
1954年4月，阿登纳首次访问美国，会见了理查德·尼克松、德怀特·艾森豪威尔和约翰·福斯特·杜勒斯。EDC的批准被推迟，但美国代表向阿登纳明确表示，EDC必须成为北约的一部分。
由于曾经被纳粹德国侵略，法国也担心德国重新武装。1954年8月30日，法国议会否决了EDC使其失败，并阻碍了美国对欧洲政策的一个主要目标：将西德与西方阵营在军事上联系起来。美国国务院开始制定替代方案：西德将被邀请加入北约，或者在法国阻挠的情况下，将实施规避法国否决权的策略，以使德国重新武装。

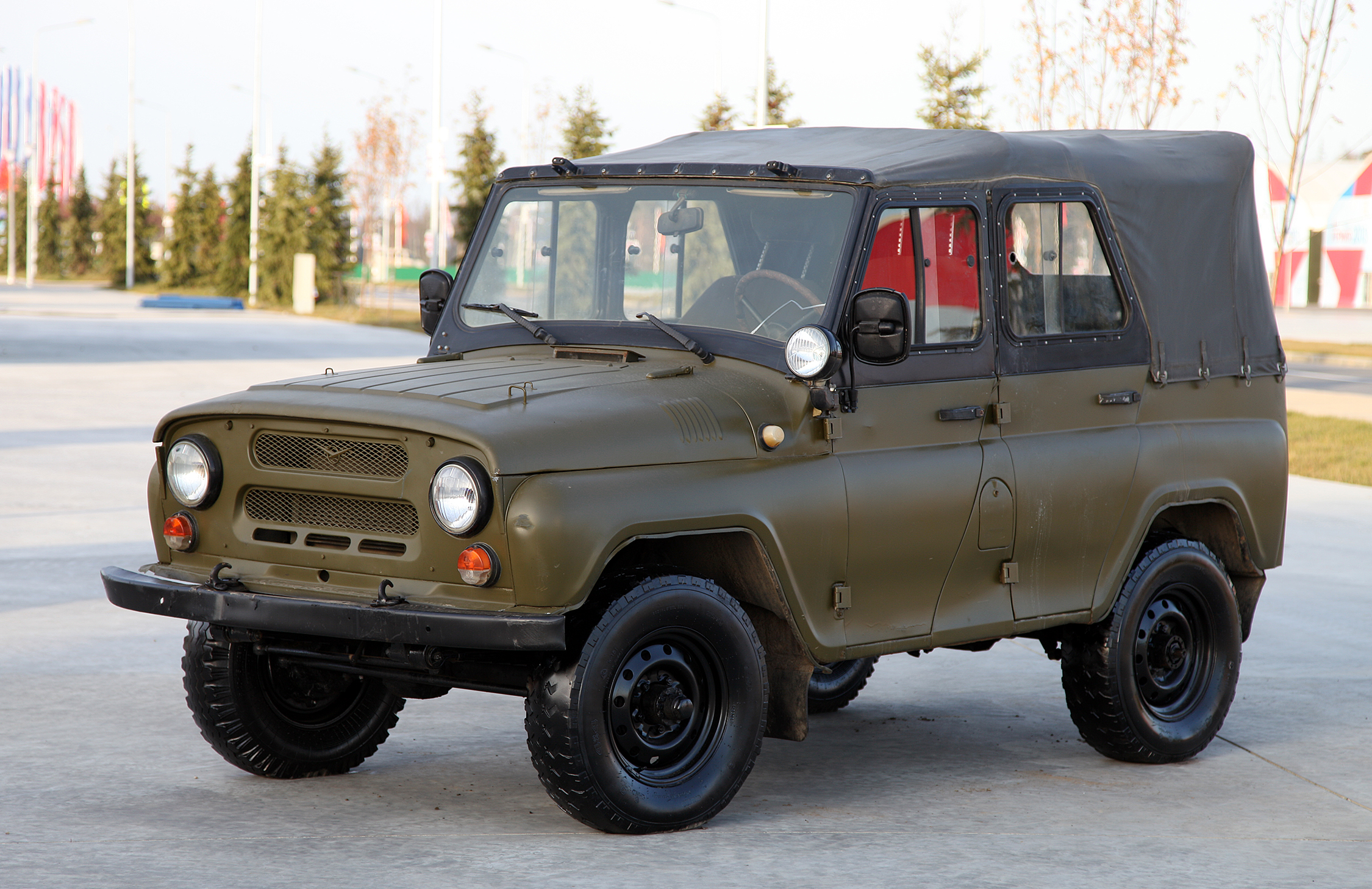
一辆典型的苏联军用吉普车UAZ-469，被华沙条约组织的大多数国家使用

1954年10月23日，西德最终决定加入北约。1955年5月9日西德加入北约时，挪威外交部长哈尔瓦尔德·兰格称“我们大陆历史上的一个决定性转折点”。1954年11月，苏联要求签订一项新的《欧洲安全条约》，以便最后一次尝试不使西德重新军事化，但没有成功。
1955年5月14日，苏联和其它七个东欧国家“重申他们希望建立一个基于所有欧洲国家参与的欧洲集体安全体系，无论其社会和政治制度如何”，成立了华沙条约组织，以回应德意志联邦共和国加入北约，宣布：“重新军事化的西德和后者融入北大西洋集团增加了另一场战争的危险，并对和平国家的国家安全构成威胁；在这种情况下，和平的欧洲国家必须采取必要措施维护其安全”。
华约的创始成员国之一东德被苏联允许重新武装，并成立了国家人民军作为东德的武装力量，以对抗西德的重新武装。
苏联专注于自己的战后重建，夺取和转让了德国的大部分工业厂房，并利用苏联主导的合资企业向东德、匈牙利、罗马尼亚和保加利亚索取战争赔偿。它还制定了有意有利于该国的贸易安排。苏联控制着东欧卫星国，他们听从克里姆林宫的命令。历史学家马克·克莱默总结道：“在第二次世界大战后的第一个十年里，东欧向苏联的资源净流出约为150亿至200亿美元，大致相当于美国根据马歇尔计划向西欧提供的援助总额。”
1956年11月，苏联军队入侵华沙条约组织成员国匈牙利，镇压了匈牙利革命。此后，苏联与波兰、德意志民主共和国、罗马尼亚、和匈牙利签订了为期20年的双边条约，确保苏联军队部署在这些国家。

### 成员国
条约的创始签署国包括：

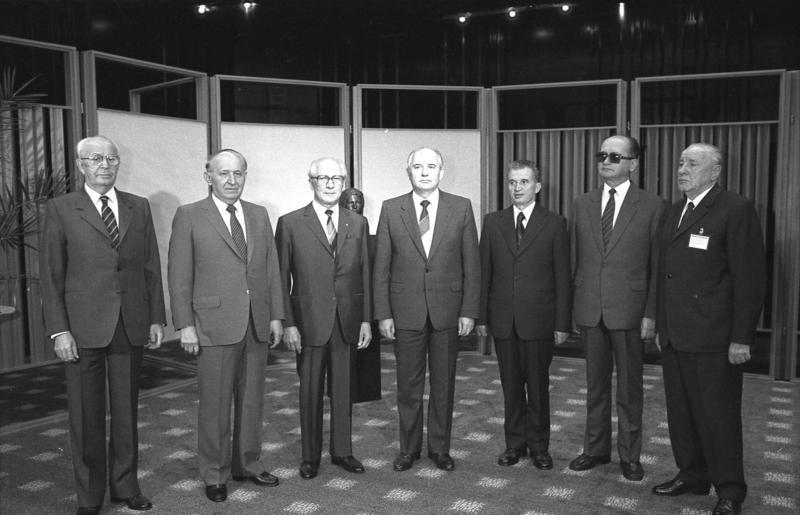
1987年5月，华沙条约组织国家的七名代表在东柏林举行会议。从左至右：古斯塔夫·胡萨克（捷克斯洛伐克）、托多尔·日夫科夫（保加利亚）、埃里希·昂纳克（东德）、米哈伊尔·戈尔巴乔夫（苏联）、尼古拉·齐奥塞斯库（罗马尼亚）、沃伊切赫·雅鲁泽尔斯基（波兰）和阿诺斯·卡达尔（匈牙利）

- 阿尔巴尼亚社会主义人民共和国（阿尔巴尼亚于1961年因苏阿决裂而停止参与，于1968年9月13日正式退出华约。）

- 保加利亞人民共和國

- 捷克斯洛伐克社会主义共和国

- 东德（德意志民主共和国；1990年9月24日正式退出，为德国统一做准备。） [35][36][37][38][39]

- 匈牙利人民共和国

- 波兰人民共和国

- 罗马尼亚社会主义共和国 （华沙条约组织除苏联以外唯一一个独立的成员国，在20世纪60年代初摆脱了苏联卫星国的地位。）

- 苏联

### 观察员国
蒙古：1963年7月，蒙古人民共和国根据条约第9条要求加入华约。由于中苏交恶，蒙古仍处于观察员地位。在第一次苏联倡议被中，罗马尼亚阻止了蒙古加入华沙条约组织。苏联于1966年同意在蒙古驻军。
最初，中国、朝鲜和北越拥有华约观察员地位，但中国于1961年因苏阿决裂而退出，中国支持阿尔巴尼亚对抗苏联，是20世纪60年代初中苏交恶的体现。

### 冷战期间的华约

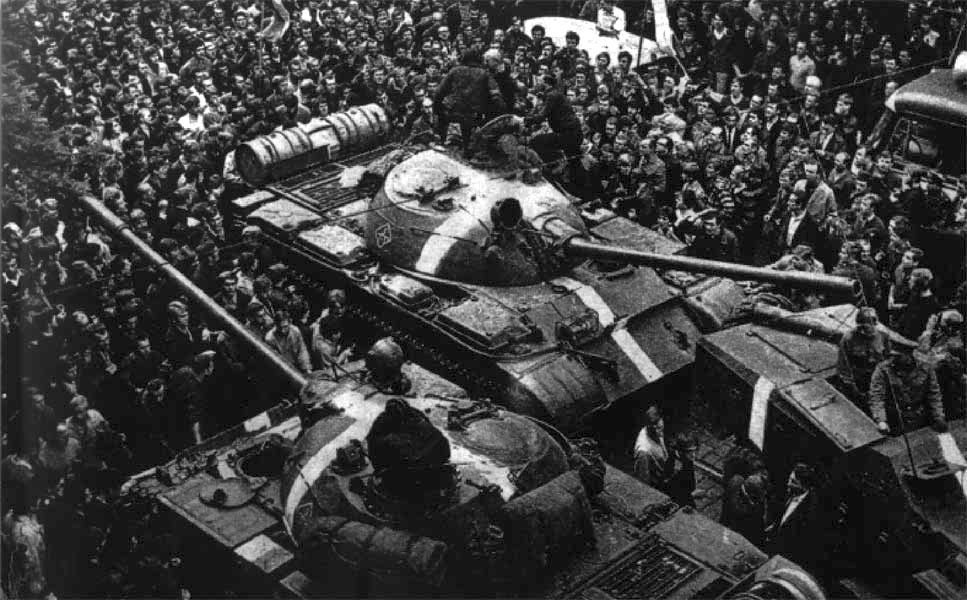
1968年华约入侵捷克斯洛伐克期间，布拉格街头的苏联坦克标有白色十字架，和捷克斯洛伐克坦克做区分

冷战期间，北约和华沙条约组织从未在欧洲直发生直接冲突；美国和苏联及其各自的盟友在欧洲实施了旨在相互遏制的战略政策，同时在更广泛的冷战国际舞台中努力争取更大的影响力。包括支持朝鲜战争、越南战争、猪湾入侵、肮脏战争、柬越战争等。
冷战期间，华约做好了与北约对抗的准备。1956年后，苏联共产党总书记尼基塔·赫鲁晓夫削减了苏联陆军，建立了战略火箭部队，强调了军队的核能力。1957年，格奥尔基·朱可夫元帅因为反对削减陆军而被从政治局免职。苏联和华约部队在入侵演习中反复演练大规模使用核武器，如1964年捷克的计划，法国里昂将在入侵的第九天被占领，以及七日抵達萊茵河演習。尽管如此，直到20世纪80年代中期，苏联军队拥有的战区级核武器太少，无法满足战争计划的要求。总参谋部坚持入侵西欧的计划，直到苏联解体后，研究人员才获得了东欧集团的文件，才公开了苏联大规模入侵西欧的计划。

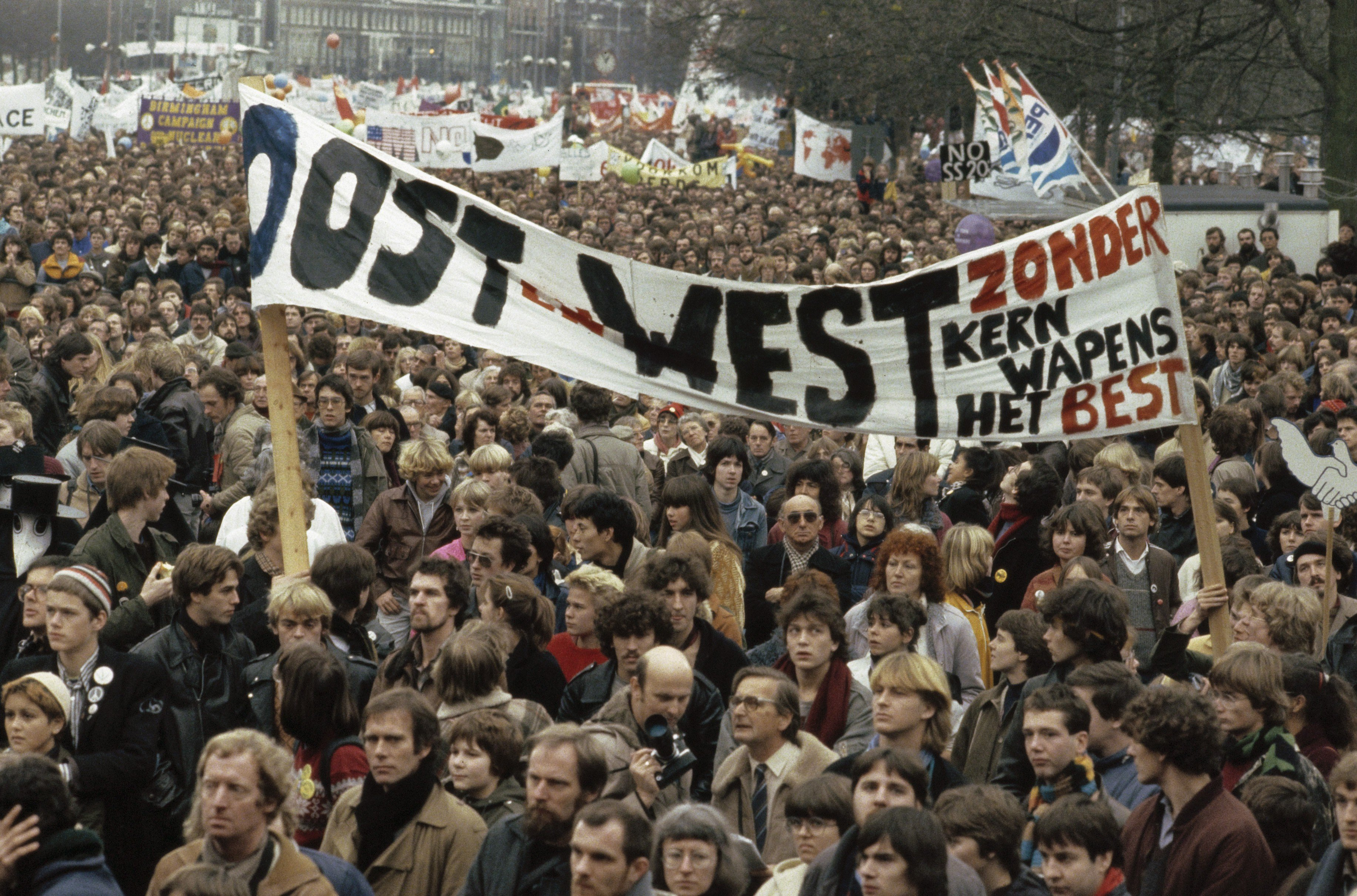
1981年阿姆斯特丹抗议北约和华沙条约组织之间的核军备竞赛

1956年，在伊姆雷·纳吉政府宣布匈牙利退出华沙条约组织后，苏联军队入侵该国并推翻了政府。苏联军队镇压了全国性的起义，导致约2500名匈牙利公民死亡。
华约成员国唯一的联合行动是1968年8月华约入侵捷克斯洛伐克。除罗马尼亚社会主义共和国和阿尔巴尼亚人民共和国外，所有成员国都参与了入侵。德意志民主共和国只提供了最低限度的支持。阿尔巴尼亚在华约入侵一个月后退出华约。
1985年4月，华沙条约组织成员国领导人在华沙举行会议，将联盟延长了三十年。

### 冷战的结束

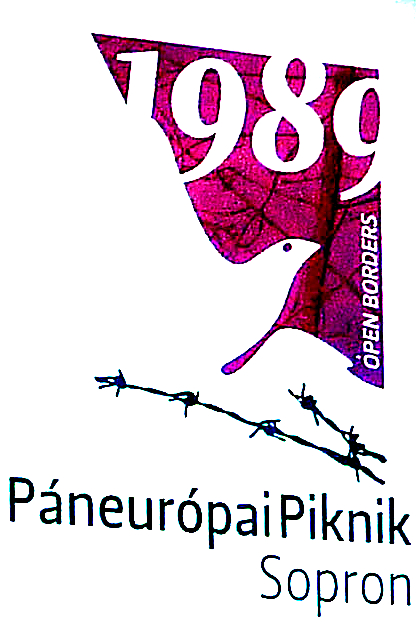
1989年，泛欧野餐会在匈牙利-奥地利边境举行

1989年革命推翻了华沙条约国家的成员国。1989年8月的泛欧野餐是华沙条约组织结束的开始。这一事件可以追溯到奥托·冯·哈布斯堡的一个想法，导致东德公民大规模流亡，媒体报道的东欧民众感到统治者的权力丧失，铁幕完全倒塌。尽管莱赫·瓦文萨领导下的波兰新团结政府最初向苏联保证，它将继续留在华约中，但这打破了东欧的束缚，东欧在军事上无法再被《华沙条约组织》团结在一起。1987年苏联经济改革使独立的国家政治可行，暴露了苏联式计划经济模式的缺点和失败，并导致1991年苏联解体。从1989年到1991年，波兰、匈牙利、捷克斯洛伐克、东德、罗马尼亚、保加利亚和苏联的共产党政府被推翻。
随着冷战的结束，几个华沙条约组织国家（波兰、捷克斯洛伐克和匈牙利）参加了美国领导的海湾战争中解放科威特的军事行动。
1991年2月25日，华沙条约组织在匈牙利举行的剩余条约国家国防部长和外交部长会议上宣布解散。1991年7月1日，捷克斯洛伐克总统瓦茨拉夫·哈维尔在布拉格正式终止了1955年华沙友好合作互助条约组织，从而在与苏联建立了36年的军事联盟后废除了华沙条约。1991年12月26日，苏联正式解体。

## 华沙条约组织武装部队历任首长
华约武装部队历任总司令
- 1955年-1960年6月：伊万·斯捷潘诺维奇·科涅夫苏联元帅
- 1960年5月-1967年7月：安德烈·安东诺维奇·格列奇科苏联元帅
- 1967年7月-1976年12月：伊万·伊格纳季耶维奇·雅库鲍夫斯基苏联元帅
- 1976年12月-1989年：维克托·格奥尔基耶维奇·库利科夫苏联元帅
- 1989年：彼得·格奥尔基耶维奇·卢舍夫大将

华约武装部队历任总参谋长
- 1955年-1962年：阿列克谢·因诺肯季耶维奇·安东诺夫大将
- 1962年-1965年：帕维尔·伊万诺维奇·巴托夫大將
- 1965年-1968年：米哈伊尔·伊里奇·卡扎科夫大将
- 1968年-1976年：谢·马·什杰缅科大将
- 1976年-1989年：阿纳托利·伊万诺维奇·格里布科夫大将
- 1989年-1991年：弗拉基米尔·尼古拉耶维奇·洛博夫大将

历任驻德集群司令
- 1945年6月10日-1946年：格奥尔基·康斯坦丁诺维奇·朱可夫苏联元帅
- 1946年-1949年：瓦西里·达尼洛维奇·索科洛夫斯基苏联元帅
- 1949年-1953年：瓦西里·伊万洛维奇·崔可夫苏联元帅
- 1953年-1957年：安德烈·安东诺维奇·格列奇科苏联元帅
- 1957年-1960年：马特维·瓦西里耶维奇·扎哈罗夫苏联元帅
- 1960年-1961年8月：伊万·伊格纳季耶维奇·雅库鲍夫斯基苏联元帅
- 1961年8月-1962年4月：伊万·斯捷潘诺维奇·科涅夫苏联元帅
- 1962年4月-1965年1月：伊万·伊格纳季耶维奇·雅库鲍夫斯基苏联元帅
- 1965年1月-1969年：帕维尔·康斯坦丁诺维奇·科舍沃伊苏联元帅
- 1969年-1971年：维克托·格奥尔基耶维奇·库利科夫大将
- 1971年-1972年：谢苗·康斯坦丁诺维奇·库尔科特金上将
- 1972年7月-1980年：叶夫根尼·菲利波维奇·伊万诺夫斯基大将
- 1980年-：米哈伊尔·米特罗法诺维奇·扎伊采夫大将

苏联北集群驻波兰历任司令
- 1945年4月21日-1949年：康斯坦丁·康斯坦丁诺维奇·罗科索夫斯基波兰元帅
- 1949年-1950年：库兹马·彼得罗维奇·特鲁布尼科夫上将
- 1950年-1952年：阿列克谢·伊万诺维奇·拉济耶夫斯基中将
- 1952年-1955年：Ｍ ·Ｎ·康斯坦丁诺夫中将
- 1955年-1958年：库兹马·尼基托维奇·加利茨基（1955年8月晋大将）
- 1958年-1963年：格奥尔基·伊万诺维奇·赫塔古罗夫上将
- 1963年-1964年：谢尔盖·斯捷潘诺维奇·马里亚欣（1964年4月晋坦克上将）
- 1964年：A·C·鲁达科夫中将
- 1964年-1967年：Ｒ·B·巴克拉诺夫上将
- 1967年-1968年：伊万·尼古拉耶维奇·什卡多夫（1968年2月晋上将）
- 1968年-1973年：马戈麦德·坦卡耶维奇·坦卡耶夫（1969年2月晋上将）
- 1973年-1975年：伊万·亚历山德罗维奇·格拉西莫夫（1973年11月晋坦克上将）
- 1975年-1978年：奥利格·菲多罗维奇·库利舍夫（1976年10月晋上将）
- 1978年2月-：尤里·费奥多罗维奇·扎鲁金（1978年2月晋上将）

苏联中央集群历任司令（1945年6月10日组建，驻奥地利和匈牙利，1955年撤销。1968年10月16日重新组建，驻捷克斯洛伐克。）
- 1945年6月10日-1946年：伊万·斯捷潘洛维奇·科涅夫苏联元帅
- 1946年-1949年：弗拉基米尔·瓦西里耶维奇·库拉索夫（1948年11月晋大将）
- 1949年-1953年：弗拉基米尔·彼得罗维奇·斯维里多夫中将
- 1953年-1954年：谢尔盖·谢苗诺维奇·比留佐夫（1953年8月晋大将）
- 1954年-1955年：阿列克谢·谢苗诺维奇·扎多夫大将
- 1968年10月16日-1972年：亚历山大·米哈伊诺维奇·马约罗夫（1969年2月晋上将）
- 1972年-1976年：Ｎ·Ｎ·捷尼谢夫（1972年11月晋上将）
- 1976年-1978年12月：德米特里·谢苗诺维奇·苏霍鲁科夫（1977年4月晋上将）
- 1979年1月-1980年：德米特里·季莫费耶维奇·亚佐夫上将

苏联南集群历任司令（1945年6月15日组建，驻罗马尼亚和保加利亚，1947年撤销。1956年据苏匈两国政府协定重新组建而成，驻扎匈牙利。）
- 1945年-1947年：费奥多尔·伊万诺维奇·托尔布欣苏联元帅
- 1947年：维亚切斯拉夫·德米特里耶维奇·茨韦塔耶夫上将
- 1956年-1960年：米哈伊尔·伊里奇·卡扎科夫大将
- 1960年-1961年：M ·Ｒ·尼基京坦克中将
- 1961年-1962年：帕维尔·伊万诺维奇·巴托夫大将
- 1962年-1969年11月：康斯坦丁·伊万诺维奇·普罗瓦罗夫上将
- 1969年11月-1975年：Ａ·Ｎ·伊万诺夫（1970年4月晋上将）
- 1975年-1979年4月：费多特·菲利波维奇·克里夫达（1976年2月晋上将）
- 1979年4月-：Ｂ·Ｎ·西韦诺克上将

## 结构
|  |  |            |            |                |                |                |                |                |                |            |            |  |  |  |  | 政治協商委員會          |          |          |          |          |          |  |  |            |            |            |            |                |                |                |                |                |                |            |            |            |            |  |  |  |  |  |  |  |  |  |  |  |  |  |  |  |  |  |  |
|  |  |            |            |                |                |                |                |                |                |            |            |  |  |  |  |                         |          |          |          |          |          |  |  |            |            |            |            |                |                |                |                |                |                |            |            |            |            |  |  |  |  |  |  |  |  |  |  |  |  |  |  |  |  |  |  |
|  |  |            |            |                |                |                |                |                |                |            |            |  |  |  |  |                         |          |          |          |          |          |  |  |            |            |            |            |                |                |                |                |                |                |            |            |            |            |  |  |  |  |  |  |  |  |  |  |  |  |  |  |  |  |  |  |
|  |  |            |            |                |                | 常設委員會     | 常設委員會     | 常設委員會     | 常設委員會     | 常設委員會 | 常設委員會 |  |  |  |  |                         |          |          |          |          |          |  |  |            |            |            |            | 聯合秘書處     | 聯合秘書處     | 聯合秘書處     | 聯合秘書處     | 聯合秘書處     | 聯合秘書處     |            |            |            |            |  |  |  |  |  |  |  |  |  |  |  |  |  |  |  |  |  |  |
|  |  |            |            |                |                | 常設委員會     | 常設委員會     | 常設委員會     | 常設委員會     | 常設委員會 | 常設委員會 |  |  |  |  |                         |          |          |          |          |          |  |  |            |            |            |            | 聯合秘書處     | 聯合秘書處     | 聯合秘書處     | 聯合秘書處     | 聯合秘書處     | 聯合秘書處     |            |            |            |            |  |  |  |  |  |  |  |  |  |  |  |  |  |  |  |  |  |  |
|  |  |            |            |                |                |                |                |                |                |            |            |  |  |  |  |                         |          |          |          |          |          |  |  |            |            |            |            |                |                |                |                |                |                |            |            |            |            |  |  |  |  |  |  |  |  |  |  |  |  |  |  |  |  |  |  |
|  |  |            |            |                |                |                |                |                |                |            |            |  |  |  |  |                         |          |          |          |          |          |  |  | 裝備委員會 | 裝備委員會 | 裝備委員會 | 裝備委員會 | 裝備委員會     | 裝備委員會     |                |                | 後勤委員會     | 後勤委員會     | 後勤委員會 | 後勤委員會 | 後勤委員會 | 後勤委員會 |  |  |  |  |  |  |  |  |  |  |  |  |  |  |  |  |  |  |
|  |  |            |            |                |                |                |                |                |                |            |            |  |  |  |  |                         |          |          |          |          |          |  |  | 裝備委員會 | 裝備委員會 | 裝備委員會 | 裝備委員會 | 裝備委員會     | 裝備委員會     |                |                | 後勤委員會     | 後勤委員會     | 後勤委員會 | 後勤委員會 | 後勤委員會 | 後勤委員會 |  |  |  |  |  |  |  |  |  |  |  |  |  |  |  |  |  |  |
|  |  |            |            |                |                |                |                |                |                |            |            |  |  |  |  |                         |          |          |          |          |          |  |  |            |            |            |            |                |                |                |                |                |                |            |            |            |            |  |  |  |  |  |  |  |  |  |  |  |  |  |  |  |  |  |  |
|  |  |            |            | 國防部長委員會 | 國防部長委員會 | 國防部長委員會 | 國防部長委員會 | 國防部長委員會 | 國防部長委員會 |            |            |  |  |  |  |                         |          |          |          |          |          |  |  |            |            |            |            | 外交部長委員會 | 外交部長委員會 | 外交部長委員會 | 外交部長委員會 | 外交部長委員會 | 外交部長委員會 |            |            |            |            |  |  |  |  |  |  |  |  |  |  |  |  |  |  |  |  |  |  |
|  |  |            |            | 國防部長委員會 | 國防部長委員會 | 國防部長委員會 | 國防部長委員會 | 國防部長委員會 | 國防部長委員會 |            |            |  |  |  |  | 聯合武裝部隊司令部      |          |          |          |          |          |  |  |            |            |            |            | 外交部長委員會 | 外交部長委員會 | 外交部長委員會 | 外交部長委員會 | 外交部長委員會 | 外交部長委員會 |            |            |            |            |  |  |  |  |  |  |  |  |  |  |  |  |  |  |  |  |  |  |
|  |  |            |            |                |                |                |                |                |                |            |            |  |  |  |  |                         |          |          |          |          |          |  |  |            |            |            |            |                |                |                |                |                |                |            |            |            |            |  |  |  |  |  |  |  |  |  |  |  |  |  |  |  |  |  |  |
|  |  |            |            |                |                |                |                |                |                |            |            |  |  |  |  |                         |          |          |          |          |          |  |  |            |            |            |            |                |                |                |                |                |                |            |            |            |            |  |  |  |  |  |  |  |  |  |  |  |  |  |  |  |  |  |  |
|  |  | 軍事委員會 | 軍事委員會 | 軍事委員會     | 軍事委員會     | 軍事委員會     | 軍事委員會     |                |                |            |            |  |  |  |  | 總參謀部                | 總參謀部 | 總參謀部 | 總參謀部 | 總參謀部 | 總參謀部 |  |  |            |            |            |            |                |                | 技術委員會     | 技術委員會     | 技術委員會     | 技術委員會     | 技術委員會 | 技術委員會 |            |            |  |  |  |  |  |  |  |  |  |  |  |  |  |  |  |  |  |  |
|  |  | 軍事委員會 | 軍事委員會 | 軍事委員會     | 軍事委員會     | 軍事委員會     | 軍事委員會     |                |                |            |            |  |  |  |  | 總參謀部                | 總參謀部 | 總參謀部 | 總參謀部 | 總參謀部 | 總參謀部 |  |  |            |            |            |            |                |                | 技術委員會     | 技術委員會     | 技術委員會     | 技術委員會     | 技術委員會 | 技術委員會 |            |            |  |  |  |  |  |  |  |  |  |  |  |  |  |  |  |  |  |  |
|  |  |            |            |                |                |                |                |                |                |            |            |  |  |  |  | 聯合武裝部隊 一體化部隊 |          |          |          |          |          |  |  |            |            |            |            |                |                |                |                |                |                |            |            |            |            |  |  |  |  |  |  |  |  |  |  |  |  |  |  |  |  |  |  |

- 政治协商委员会：為華約的最高决策机构，由各缔约国党的总书记或第一书记、国家元首、总理、国防部长和外交部长组成。负责协商和决定缔约国的国防、政治、外交和经济等重大问题。下设常设委员会（驻莫斯科），联合秘书处（执行机构，设在莫斯科）。
- 国防部长委员会：為華約的最高军事机构。由缔约国国防部长、华约联合武装部队总司令和总参谋长等人组成。主要任务是研究共同的军事政策及联合武装部队的训练、演习、组织建设等问题。
- 外交部长委员会：负责协商各缔约国的对外政策。
- 联合武装部队司令部：為華約的军事指挥机构。负责对华约武装部队的领导、训练、装备和调动等。各缔约国派一名将军作为常驻代表，苏联国防部第一副部长任总司令，其他成员国的国防部长或副部长任副总司令。

|                          | 如果在欧洲发生了任何国家或国家集团对一个或几个缔约国的进攻，每一缔约国应根据联合国宪章第五十一条行使单独或集体自卫的权利，个别地或通过同其他缔约国的协议，以一切它认为必要的方式，包括使用武装部队，立即对遭受这种进攻的某一个国家或几个国家给予援助。 |
| ——华沙条约 第四条 第一款 | |

华沙条约的组织政治协商委员会处理政治事务，条约武装部队联合司令部控制着指定的多国部队，总部设在波兰华沙。

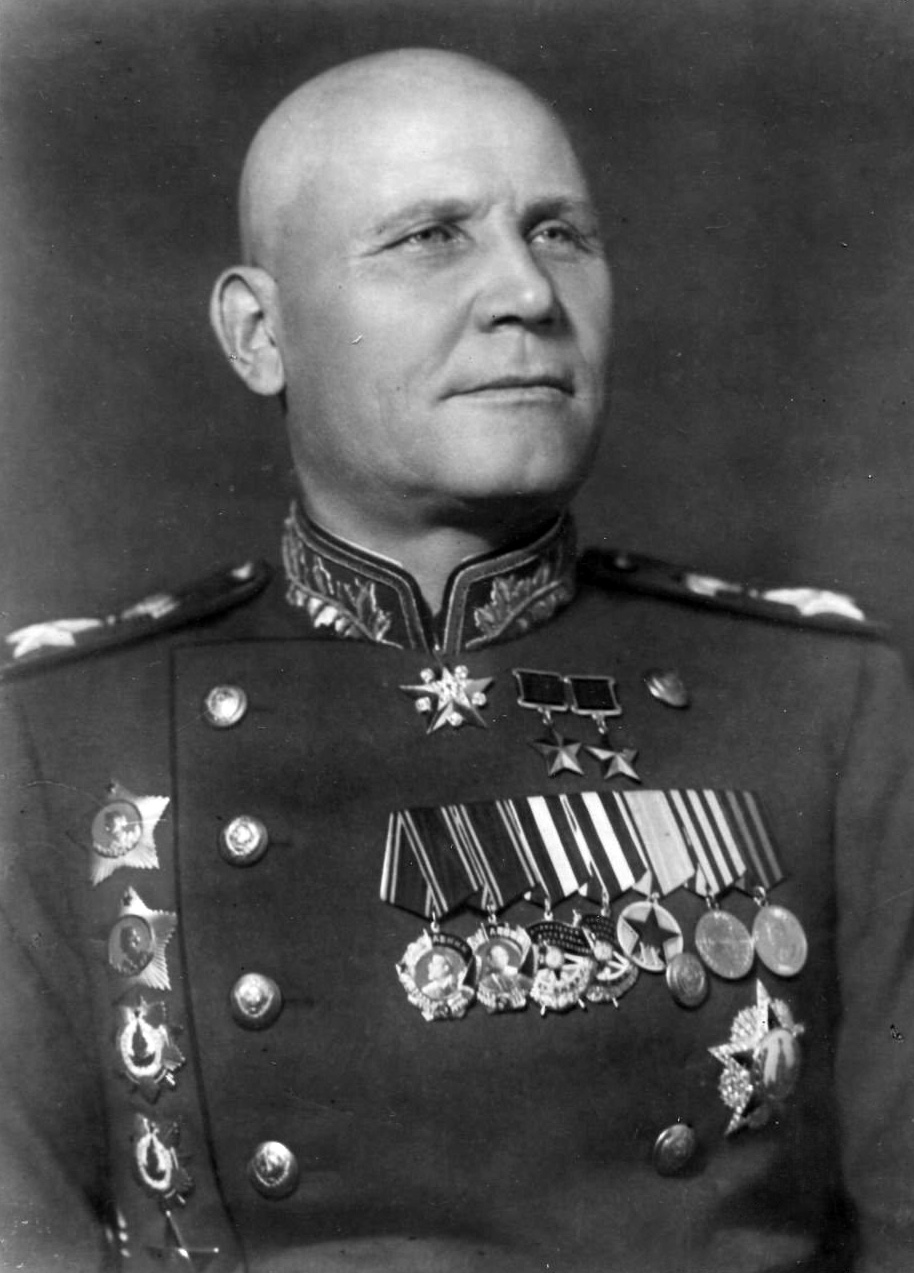
苏联元帅伊万·科涅夫担任该条约的第一任最高指挥官（1955-1960年），而陆军将军阿列克谢·安东诺夫担任该条约第一任联合参谋长（1955-1962年）

华沙条约组织是一个集体安全联盟，但它与北约有很大不同。从法律上讲，华沙条约组织的八个成员国承诺共同防御任何受到攻击的成员；条约签署国之间的关系建立在相互不干涉成员国内政、尊重国家主权和政治独立的基础上。
然而，该协议直接反映了苏联的威权主义和苏维埃帝国背景下对东方集团无可争议的统治，而苏联帝国与美国对西方集团的统治是不可比拟的。华沙条约组织的所有指挥官都必须同时是苏联的高级军官，并且任命的任期不明确：指挥和控制成员国所有军队的华沙条约组织统一武装部队最高指挥官也是苏联国防部第一副部长，华沙条约组织联合武装部队联合参谋长也是苏联武装部队第一副总参谋长。相反，北约秘书长和北约军事委员会主席是固定任期的职位，由所有成员国的官员通过协商一致随机轮流担任。
尽管美国对北约拥有领导权（主要是军事和经济霸权），但北约的所有决定都需要北大西洋理事会的一致共识，各国加入联盟不受控制。在华沙条约组织中，决定最终由苏联独自做出；华沙条约组织的成员国在加入该条约的谈判中，以及在所做的决定中，都未能获得同等的能力。
虽然华约名义上是一个“防御性”联盟，但该条约的主要职能是维护苏联对其东欧卫星国的控制权，该条约唯一的直接军事行动是入侵其成员国捷克斯洛伐克，防止其脱离苏联控制。

## 战略
华沙条约组织成立的原因是苏联防止中东欧成为西方阵营的势力范围，其政策也受到意识形态和地缘政治原因的推动。苏联可以制定共产主义和社会主义的意识形态，并成为全球共产主义运动的领导者。由此产生的一个推论是，如果一个国家“违反”了勃列日涅夫主义中明确规定的核心社会主义思想，即脱离苏联势力范围，就有必要进行军事干预。

## 成員國

華沙公約成員國冷戰時和北約對峙圖

| 國家                       | 加入          | 加入       | 退出          | 退出     | 備註                                     |
| -------------------------- | ------------- | ---------- | ------------- | -------- | ---------------------------------------- |
| 蘇維埃社會主義共和國聯盟   | 1955年5月14日 | 創始成員國 | 1991年7月1日  | 組織解散 |                                          |
| 波蘭人民共和國             | 1955年5月14日 | 創始成員國 | 1991年7月1日  | 組織解散 |                                          |
| 捷克斯洛伐克社會主義共和國 | 1955年5月14日 | 創始成員國 | 1991年7月1日  | 組織解散 |                                          |
| 匈牙利人民共和国           | 1955年5月14日 | 創始成員國 | 1991年7月1日  | 組織解散 | 1956年匈牙利革命時曾短暫宣佈退出         |
| 保加利亞人民共和國         | 1955年5月14日 | 創始成員國 | 1991年7月1日  | 組織解散 | 無苏联军队駐紮                           |
| 罗马尼亚社会主义共和国     | 1955年5月14日 | 創始成員國 | 1991年7月1日  | 組織解散 | 1958年後無苏联军队駐紮                   |
| 阿爾巴尼亞人民共和國       | 1955年5月14日 | 創始成員國 | 1968年9月13日 | 苏阿决裂 |                                          |
| 德意志民主共和國           | 1956年1月28日 | 成員國     | 1990年10月3日 | 兩德統一 | 東德重組為東柏林及新聯邦州加入西德       |
|                            |               |            |               |          |                                          |
| 蒙古人民共和国             | 1963年7月     | 觀察員國   | 1991年7月1日  | 組織解散 | 中苏交恶後尋求加入，後苏联以雙邊條約駐军 |

## 和北約的比較
|                            | 北約的估計數 | 北約的估計數 | 華約的估計數 | 華約的估計數 |
| 類型                       | 北約         | 華約         | 北約         | 華約         |
| 軍人                       | 2,213,593    | 3,090,000    | 3,660,200    | 3,573,100    |
| 作戰飛機                   | 3,977        | 8,250        | 7,130        | 7,876        |
| 全面打擊飛機               | 不適用       | 不適用       | 4,075        | 2,783        |
| 直升機                     | 2,419        | 3,700        | 5,720        | 2,785        |
| 戰術導彈發射器             | 不適用       | 不適用       | 136          | 1,608        |
| 坦克                       | 16,424       | 51,500       | 30,690       | 59,470       |
| 反坦克武器                 | 18,240       | 44,200       | 18,070       | 11,465       |
| 裝甲步兵戰車               | 4,153        | 22,400       | 46,900       | 70,330       |
| 大砲                       | 14,458       | 43,400       | 57,060       | 71,560       |
| 其他裝甲車                 | 35,351       | 71,000       |              |              |
| 裝甲車發射橋               | 454          | 2,550        |              |              |
| 防空系統                   | 10,309       | 24,400       |              |              |
| 潛艇                       |              |              | 200          | 228          |
| 核動力潛艇                 |              |              | 76           | 80           |
| 大型水面艦艇               |              |              | 499          | 102          |
| 航空母艦                   |              |              | 15           | 2            |
| 配備巡航導彈的飞机搭载舰艇 |              |              | 274          | 23           |
| 兩棲戰艦                   |              |              | 84           | 24           |

## 后华沙条约组织

共产主义崩溃前后北约在中欧和东欧的扩张

1999年3月12日，捷克共和国、匈牙利和波兰加入北约；保加利亚、爱沙尼亚、拉脱维亚、立陶宛、罗马尼亚、斯洛文尼亚和斯洛伐克于2004年3月加入；克罗地亚和阿尔巴尼亚于2009年4月1日加入。
苏联的继承国俄罗斯和其它一些后苏联国家于1992年加入集体安全条约组织（CSTO），1996年加入上海五国，2001年乌兹别克斯坦加入后更名为上海合作组织（SCO）
2005年11月，波兰政府向国家记忆研究院公开了华约档案，该研究所于2006年1月公布了约1300份解密文件，但波兰政府保存了100份文件，等待其被军事解密。最终，波兰保存的100份文件中有30份被公布；70个仍然是秘密和未公布的。在公布的文件中，有华约的核战争计划和七日抵達萊茵河演習：在所谓的北约首次打击后，使用核武器对莱茵河以东的奥地利、丹麦、德国和荷兰进行短暂而迅速的入侵和占领。
| 原華約成員國               | 原華約成員國                                      | 退出華約時間  | 東歐劇變後之國家                        | 加入北約時間              |
| -------------------------- | ------------------------------------------------- | ------------- | --------------------------------------- | ------------------------- |
| 阿爾巴尼亞人民共和國       | 阿爾巴尼亞人民共和國                              | 1968年9月13日 | 阿尔巴尼亚共和国                        | 2009年4月1日              |
| 德意志民主共和国           | 德意志民主共和国                                  | 1990年10月3日 | 德意志联邦共和国 · （東柏林及新聯邦州） | 1990年10月3日（兩德統一） |
| 匈牙利人民共和国           | 匈牙利人民共和国                                  | 1991年7月1日  | 匈牙利                                  | 1999年3月12日             |
| 波蘭人民共和國             | 波蘭人民共和國                                    | 1991年7月1日  | 波兰共和国                              | 1999年3月12日             |
| 捷克斯洛伐克社會主義共和國 | 捷克社會主義共和國                                | 1991年7月1日  | 捷克共和国                              | 1999年3月12日             |
| 捷克斯洛伐克社會主義共和國 | 斯洛伐克社會主義共和國                            | 1991年7月1日  | 斯洛伐克共和国                          | 2004年3月29日             |
| 保加利亞人民共和國         | 保加利亞人民共和國                                | 1991年7月1日  | 保加利亚共和国                          | 2004年3月29日             |
| 罗马尼亚社会主义共和国     | 罗马尼亚社会主义共和国                            | 1991年7月1日  | 羅馬尼亞                                | 2004年3月29日             |
| 蘇維埃社會主義共和國聯盟   | 爱沙尼亚苏维埃社会主义共和国                      | 1991年7月1日  | 爱沙尼亚共和国                          | 2004年3月29日             |
| 蘇維埃社會主義共和國聯盟   | 拉脫維亞蘇維埃社會主義共和國                      | 1991年7月1日  | 拉脱维亚共和国                          | 2004年3月29日             |
| 蘇維埃社會主義共和國聯盟   | 立陶宛蘇維埃社會主義共和國                        | 1991年7月1日  | 立陶宛共和国                            | 2004年3月29日             |
| 蘇維埃社會主義共和國聯盟   | 俄罗斯苏维埃联邦社会主义共和国 · 等12個加盟共和國 | 1991年7月1日  | 俄罗斯联邦 · 等12個主權獨立國家         | 未加入北約                |

## 外部連結
- Sovetika.ru - site about Soviet era（页面存档备份，存于）